# Olfersia aenescens
Olfersia aenescens är en tvåvingeart som beskrevs av Thomson 1869. Olfersia aenescens ingår i släktet Olfersia och familjen lusflugor. Inga underarter finns listade i Catalogue of Life.